# Noticieros Televisa

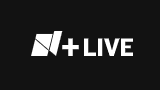

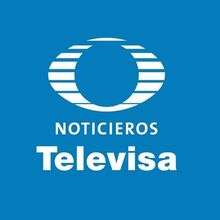
Primer logotipo antiguo de Noticieros Televisa

NMás (estilizado como N+), anteriormente conocida como Noticieros Televisa, es la división encargada de los programas informativos de Grupo Televisa, el proyecto inició el 20 de enero de 1998, un día después de que Jacobo Zabludovsky terminara las transmisiones de su noticiero 24 Horas.
Actualmente, el presidente de N+ es Emilio Azcárraga Jean, el actual vicepresidente es Daniel Badía, que es el principal encargado de la parte informativa.
La división N+ es la responsable de la producción de emisiones como Despierta (con Danielle Dithurbide), Las noticias (con Carlos Hurtado) y En punto (con Enrique Acevedo), y también de muchos noticieros transmitidos por N+ Foro.
Los noticieros locales (El Noticiero, Las noticias, Notivisa y otros nombres como GDL Noticias y Punto de vista) son presentados en las señales de Televisa Regional.
Estos son los informativos de los que ha estado a cargo N+ desde 1998 (exceptuando los de N+ Foro).
- El Noticiero con Abraham Zabludovsky (Canal de las Estrellas, 1998-2000)
- El Noticiero con Lolita Ayala (Canal 9, 1998-2000: Canal de las Estrellas, 2000-2016)
- El Noticiero con Guillermo Ortega (Canal de las Estrellas, 1998-2000)
- Chapultepec 18: La dirección correcta con Joaquín López Dóriga (Canal de las Estrellas, 1998-1999; 2016)
- Primero Noticias con Joaquín López Dóriga (1999-2000), Lourdes Ramos (1999-2002), Jorge Berry (2000-2002) y Carlos Loret de Mola (2004-2016) (Canal de las Estrellas)
- Zona abierta con Héctor Aguilar Camin (Canal de las Estrellas, 1999-2007)
- El Noticiero con Joaquín López Dóriga (Canal de las Estrellas, 2000-2016)
- Visión AM con Adela Micha (4TV, 2001-2002; Galavisión, 2002)
- 4TV Noticias: Por Usted con Carlos Loret de Mola y Gretel Luengas (4TV, 2001-2002)
- 4TV Noticias con Alejandro Cacho (4TV, 2001-2002)
- El mañanero con Víctor Trujillo "Brozo" (4TV, 2002-2004; Foro TV, 2010-2016)
- En contraste con Adela Micha y Leonardo Kourchenko (Canal de las Estrellas, 2002-2004)
- A las tres con Lourdes Ramos (2002-2005), Paola Rojas (2005-2016), Ana Paula Ordorica (2016-2023) y Noelia Jiménez (2023-presente) (4TV/N+ Foro)
- Nueva visión con Carlos Loret de Mola (4TV, 2002-2004)
- El cristal con que se mira con Víctor Trujillo (4TV, 2004-2006)
- Las noticias por Adela con Adela Micha (4TV, 2004-2007; Galavisión/Gala TV, 2007-2016; Foro TV, 2010-2011)
- Punto de partida con Denise Maerker (Canal de las Estrellas, 2005-2016)
- Matutino Express/Expreso de la Mañana con Esteban Arce (4TV/N+ Foro, 2007-presente)
- Tiempo de noticias con Ciro Gómez Leyva (4TV, 2007)
- Las noticias con Danielle Dithurbide (2016-2019), Claudio Ochoa (2019-2020) y Carlos Hurtado (2020-presente) (Las Estrellas)
- Despierta con Carlos Loret de Mola (2016-2019), Danielle Dithurbide (2019-presente) y Eduardo Salazar (2023-presente) (Las Estrellas)
- Al aire con Paola Rojas (Las Estrellas, 2016-2023)
- Las noticias con Karla Iberia Sánchez (Las Estrellas, 2016-2018; Gala TV/NU9VE, 2018-2020)
- 10 en punto/En punto con Denise Maerker (Las Estrellas, 2016-2023)
- Por las mañanas con Genaro Lozano (Las Estrellas, 2023)
- En punto con Enrique Acevedo (Las Estrellas, 2023-presente)

## Corresponsales

##### Internacionales
| Nombre                | Sede                         |
| --------------------- | ---------------------------- |
| Valentina Alazraki    | Ciudad del Vaticano e Italia |
| Marisa Céspedes       | Nueva York                   |
| Yolanda Fernández     | París                        |
| Yolanda Fernández     | Madrid                       |
| Vytas Rudavicius      | Londres                      |
| Horacio Rocha Staines | Londres                      |
| Alejandra Silva G.    | Viena                        |
| Lisa María Lou        | Guatemala                    |
| Ricardo Burgos        | Lima                         |
| Marcelo Luis Ojeda    | Buenos Aires                 |
| Pau Mosquera          | Brasil                       |
| Francisco Villalobos  | Houston                      |
| Ariel Moutsatsos      | Washington D. C.             |

##### Nacionales
| Nombre                        | Lugar                    |
| ----------------------------- | ------------------------ |
|                               |                          |
| Antonio Morán Mora            | Puebla                   |
| Jorge Morales                 | Oaxaca                   |
| Erika Palma                   | Sonora y Sinaloa         |
| Alejandro Sánchez Mézquita    | Yucatán y Quintana Roo   |
| Isaac Flores Pineda           | Guerrero                 |
| Janosik García                | Guerrero                 |
| Francisco Javier Carmona      | Ciudad Juárez, Chihuahua |
| Juan Álvarez Moreno           | Chiapas                  |
| Víctor Medina Piña            | Veracruz                 |
| Bertha Reynoso                | Colima                   |
| Armando Figaredo              | Baja California Sur      |
| Francisco Elizondo Miramontes | Zacatecas                |
| José Aguilar Noyola           | San Luis Potosí          |
| Edgar Tamayo Enríquez         | Guanajuato               |
| Iván Suárez                   | Puerto Vallarta, Jalisco |